# Povara cunoașterii
Povara cunoașterii (1954) (titlu original Brain Wave) este un roman science fiction scris de Poul Anderson, serializat inițial în 1953 în Space Science Fiction. Anderson a declarat că o poate considera printre cele mai bune cinci cărți ale sale Romanul reprezintă una dintre multele opere science fiction scrise în acea perioadă pe tema inteligenței îmbunătățite.

## Intriga
La sfârșitul Cretacicului, Pământul a intrat într-un câmp de energie, ceea ce face ca toți conductorii să devină mai buni izolatori. Rezultatul este moartea tuturor formelor de viață dotate cu neuroni, explicând astfel dispariția dinozaurilor. Supraviețuitorii reușesc să transmită mai departe gene pentru suficient de mulți neuroni ca să facă față noii situații. În vremurile moderne, Pământul iese din acel câmp și, în câteva săptămâni, toate formele de viață animală pământene devin de 5 ori mai inteligente. Romanul prezintă triumful și suferința diferitelor popoare și animale de pe Pământ după acest eveniment.
Cartea începe cu o descriere lirică a unui iepure prins într-o cursă, care reușește să își dea seama cum să scape, lucru care devine o temă comună a cărții: capcanele de animalele pornesc de la prezumția că animalele nu își pot da seama cum să scape. Când ele le înțeleg modul de funcționare, scapă.
Instituțiile care păreau vitale pentru societatea umană - cele economice și de guvernare centralizată - dispar din America de Nord, în timp ce africanii, ajutați de cimpanzei, înlătură conducerea colonială, iar rebelii chinezi guvernarea comunistă. Totuși, unele dintre metodele folosite de oameni pentru a face față "Schimbării" este inventarea unor noi religii anti-științifice sau adoptarea pseudoștiinței.
Odată cu descoperirea zborului interstelar, oamenii caută alte rase la fel de inteligente ca ei, descoperind că acestea au ajuns la stadiul inteligenței de dinainte de Schimbare, dar că nu există presiuni în mediu pentru a realiza selecția unei inteligențe superioare după acest prag.

## Personaje

### Archie Brock
Archie Brock, unul dintre personajele principale ale romanului, este un retardat. Când Pământul iese din acel câmp, el devine un geniu raportat la standardele dinainte de Schimbare. El preia frâiele fermei la care lucrase și, cu ajutorul câinelui (care acum înțelege limbajul de bază al omului) și a unor animale scăpate de la circ (doi cimpanzei și un elefant), o conduce cu succes. Deși coeficientul lui de inteligență a crescut de cinci ori, la fel s-a întâmplat și cu ceilalți oameni, ca atare el este considerat un om destul de simplu. Când aproape toți oamenii aleg să părăsească Pământul, el decide să rămână conducătorul coloniei rămase în urmă, formată din animale inteligente și foști retardați mintal.

### Sheila Corinth
Soția lui Peter Corinth, era casnică înainte de Schimbare. Prima consecință a ieșirii din câmp este înțelegerea filozofică a faptului că viața ei de casnică este "mai bună" decât a prietenelor ei non-conformiste. Ulterior, confruntată cu crizele existențiale, începe să aibă probleme psihice. Povestea ei este similară cu a multora dintre cei prezentați în carte, care nu își dădeau seama înainte de Schimbare cât de rău stăteau lucrurile. Ea intră în laboratorul soțului și își distruge o parte din creier, aducându-și coeficientul de inteligență la 150, cu care se simte mai bine. În final, îl părăsește pe Peter și pleacă la ferma lui Archie Brock.

### Dr. Peter Corinth
Cercetător în domeniul fizicii care și-a petrecut o scurtă perioadă din viață la Los Alamos, în timpul celui de-Al Doilea Război Mondial. Este unul dintre primii care înțelege Schimbarea și, după ce aceasta se petrece, trece printr-o luptă emoțională între a-i rămâne loial soției și a o părăsi în favoarea alteia, pe care o iubește. Ulterior, devine pilot pe o navă spațială și pornește în explorarea galaxiei, ajungând să treacă printr-un câmp energetic care îi diminuează coeficientul de inteligență.

### Felix Mandelbaum
Vecinul familiei Corinth, înainte de Schimbare era un secretar executiv evreu al unui sindicat local. Are 50 de ani și, ulterior, devine un fel de "conducător executiv al lumii".

## Recepție
Unii au comentat că această carte e prea scurtă, lucru care ar putea fi consecința presiunii editorului. De exemplu, Thomas M. Wagner scrie:
„"Cartea pare scrisă oarecum în grabă și simt că Anderson ar fi vrut să îmi spună mai multe. Anderson își concentrează acțiune pe câteva personaje principale."”
Criticul Groff Conklin a lăudat romanul pentru o "idee originală... dusă magistral mai departe", dar a amendat "finalul destul de neîndemânatic". Anthony Boucher a lăudat și el romanul, remarcând că "Anderson a mânuit minunat consecințele logice ale ipotezelor [sale] [și] a dus mai departe speculațiile cu un stil de a povesti incitant și cu personaje mișcătoare".